# Агабабян, Алекс
Алекс Агабабян (перс. آلکس آقابابیان‎, англ. Alex Aghababian; также англ. Alexander Aghababian; 1924, Тегеран, Иран — 1997, Иран) —  один из основоположников дубляжа в Иране. Создал свой первый персидский дубляж, ещё будучи студентом в Италии. 
Сын Сато Агабабян — одной из первых иранских оперных певиц. 